# Alvin et les Chipmunks 3
Pour les articles homonymes, voir Alvin et les Chipmunks.
Série Alvin et les Chipmunks
Alvin et les Chipmunks 2
(2009) Alvin et les Chipmunks : À fond la caisse
(2015)
Pour plus de détails, voir Fiche technique et Distribution.
Alvin et les Chipmunks 3 ou Alvin et les Chipmunks - Les naufragés au Québec (Alvin and the Chipmunks: Chipwrecked) est un film américain de Mike Mitchell, sorti en 2011.
Mélangeant prises de vues réelles et images de synthèse, il est la suite d'Alvin et les Chipmunks (2007) et Alvin et les Chipmunks 2 (2009) et est suivi de Alvin et les Chipmunks : À fond la caisse (2015).

## Synopsis
Les Chipmunks et les Chipettes partent en croisière avec Dave pour des vacances en famille. En voulant profiter de la sieste de Dave, Alvin entraîne accidentellement toute la bande sur une île déserte.
Là-bas, les Chipmunks rencontrent Zoé, une aventurière coincée sur l'île depuis 9 ans. Dave se retrouve avec Ian (renvoyé de moult labels pour les méfaits qu’il a encourus avec les Chipminks et les Chipettes), pour chercher les Chipmunks.
Eléonore se foule la cheville et Simon se fait mordre par une araignée. Le lendemain, il se prend pour Simone, en mélangeant espagnol et français (dans la version québécoise, il mélange italien et français alors que dans la version originale, il mélange anglais et français en se faisant toujours appeler Simon mais avec la prononciation française). Il avoue son béguin pour Jeanette.
Alvin, lui, se sent coupable d'avoir entraîné tout le monde dans cette aventure. Lorsque Simon va plonger dans une cascade, il trouve une grotte avec plein de bijoux et de pièces en or. En revenant, il offre un bracelet en or à Jeanette. Zoé devient folle (même si elle l'était un peu déjà) et se sert de Jeanette pour retrouver le trésor.
Dave finit par retrouver les Chipmunks et Alvin s'excuse auprès de lui. Les Chipmunks, Brittany, Eléonor, Dave et Ian mettent en avant un plan pour partir avant que le volcan explose mais se rendent vite compte de la disparition de Jeanette, enlevée par Zoé. Simone redevient Simon mais ne se souvient de rien.
Dave et Alvin partent sauver Jeanette lorsque Simon vient les aider. Ainsi, Zoé redevient elle-même et part en bateau avec les Chipmunks, les Chipettes, Dave et Ian. Un hélicoptère finit par les retrouver grâce au couteau suisse d'Alvin. Le film se termine avec tout le monde aux Music Awards et sur plusieurs chansons interprétées par les Chipmunks et les Chipettes. Zoé devient riche grâce à son histoire.

## Fiche technique
Sauf indication contraire, les informations mentionnées dans cette section peuvent être confirmées par les bases de données cinématographiques IMDb et Allociné,  présentes dans la section « Liens externes ».
- Titre original : Alvin and the Chipmunks: Chipwrecked
- Titre français : Alvin et les Chipmunks 3
- Titre québécois : Alvin et les Chipmunks - Les naufragés[1]
- Réalisation : Mike Mitchell
- Scenario : Jonathan Aibel et Glenn Berger, d'après les personnages créés par Ross Bagdasarian Sr. et Janice Karman
- Musique : Mark Mothersbaugh
  - Direction musicale : James T. Sale
  - Musiques additionnelles : James T. Sale
- Direction artistique : Don Macaulay
- Décors : Richard Holland
- Costumes : Alexandra Welker
- Photographie : Thomas E. Ackerman
- Son : Anna Behlmer, James Bolt, John Morris, Erin Michael Rettig
- Montage : Peter Amundson
- Chorégraphie : Napolean D'Umo et Tabitha D'umo
- Animation (supervision) : Ian Blum, Scott Claus, Jimmy Gordon, Joseph Hoback, Kevin Jackson, Kevin Johnson, Daniel Kole, Joe Ksander, Jason Petrocelli, Alex Poei, Roberto Smith, Chris Street, Derek Tannehill et Adam Yaniv
- Production : Ross Bagdasarian Jr. et Janice Karman
  - Production déléguée : Neil A. Machlis, Arnon Milchan, Karen Rosenfelt et Steve Waterman
- Sociétés de production :
  - États-Unis : Bagdasarian Productions, Twentieth Century Fox Animation et Sunswept Entertainment (non crédité), en association avec Dune Entertainment, présenté par Fox 2000 Pictures et New Regency Productions
  - Canada : TCF Vancouver Productions (non crédité)
- Société de distribution : Twentieth Century Fox
- Budget : 75 millions de $[2]
- Pays de production :  États-Unis
- Langue originale : anglais
- Format : couleur (DeLuxe) - 35 mm - 1,85:1 (Panavision) - son Dolby / Dolby Surround 7.1 / Datasat / SDDS
- Genre : comédie, musical, aventure, animation
- Durée : 87 minutes
- Dates de sortie[3] :
  - États-Unis, Québec : 16 décembre 2011[1]
  - France, Belgique, Suisse romande : 21 décembre 2011[4],[5],[6]
- Classification :
  - États-Unis : des scènes peuvent heurter les enfants - accord parental souhaitable (PG - Parental Guidance Suggested)
  - France : tous publics (conseillé à partir de 6 ans)[4],[7]
  - Belgique : tous publics (jeune public) (Alle Leeftijden)[5]
  - Suisse romande : interdit aux moins de 7 ans[8]
  - Québec : tous publics (G - General Rating)[1]

## Distribution
- Jason Lee (VF : Jérôme Pauwels ; VQ : Daniel Picard)[9] : David « Dave » Seville
- David Cross (VF : Marc Perez ; VQ : Gilbert Lachance) : Ian Hawke
- Jenny Slate (VF : Kelly Marot ; VQ : Véronique Clusiau) : Zoé
- Justin Long (VF : Emmanuel Garijo ; VQ : Hugolin Chevrette-Landesque) : Alvin Seville (voix)
- Matthew Gray Gubler (VF : Mathias Kozlowski ; VQ : Bernard Fortin) : Simon Seville (voix)
- Jesse McCartney (VF : Alexis Tomassian ; VQ : François Sasseville) : Théodore Seville (voix)
- Amy Poehler (VF : Karine Foviau ; VQ : Camille Cyr-Desmarais) : Eleanor Miller (voix)
- Anna Faris (VF : Natacha Muller ; VQ : Violette Chauveau) : Jeanette Miller (voix)
- Christina Applegate (VF : Marie-Eugénie Maréchal ; VQ : Aline Pinsonneault) : Brittany Miller (voix)
- Phyllis Smith (VF : Marilou Berry ; VQ : Pascale Montreuil) : l'agent de bord
Version française
  - Studio de doublage : Dubbing Brothers[10]
  - Direction artistique : Valérie Siclay
  - Adaptation : Agnès Dusautoir

## Distinctions

### Récompenses2012
- BMI Film and TV Awards : Prix BMI de la meilleure musique de film pour Mark Mothersbaugh
- Kids' Choice Awards : Blimp Award du film préféré

### Nominations2012
- Festival MK2 Junior - Souris, on va au cinéma ! : meilleur réalisateur pour Mike Mitchell
- Teen Choice Awards : meilleure voix off pour Jesse McCartney

## Éditions en vidéo
- En France, le film Halloween 2 est sorti en DVD + Copie digitale[13] et Blu-ray[14] le 21 avril 2012. Plusieurs rééditions en DVD ont eu lieu entre 2012 et 2016[15]. Le film est également sorti en VOD le 1er février 2016[4].
- Au Québec, le film est sorti en DVD le 27 mars 2012[1].

## Autour du film
- Une partie du film est tournée sur le paquebot de croisière Carnival Dream.